# Zespół pałacowo-parkowy w Radziejowicach
Zespół pałacowo-parkowy w Radziejowicach – pałac z zespołem we wsi Radziejowice w powiecie żyrardowskim, wpisany do rejestru zabytków nieruchomych województwa mazowieckiego.
Obiekt wybudowany w stylu klasycystycznym wraz z otaczającym go parkiem. Od 1965 roku pełni funkcję domu pracy twórczej dla twórców kultury. Pałac mieści także sale muzealne i galerię wystaw czasowych.

## Pałac
W XV w., obok istniejącego obecnie pałacu klasycystycznego z XIX w., wznosiła się wieża mieszkalna, będąca siedzibą rodu Radziejowskich. Na początku XVII wieku wojewoda łęczycki Stanisław Radziejowski, polecił zbudować na północny zachód od wieży nowy wczesnobarokowy pałac z umieszczoną w elewacji długą arkadową galerią z widokiem na ogród. W czasie największej świetności Radziejowic, gdy zarządzał nimi Stanisław Radziejowski, bywał tu król Zygmunt III Waza, a od 22 do 25 listopada 1632 roku przebywał król Władysław IV Waza. Królowi towarzyszyła małżonka, a także biskup Jakub Zadzik, kasztelan Maksymilian Przerębski, podkanclerzy Paweł Sapieha i podskarbi Mikołaj Daniłowicz. Kolejnej rozbudowy dokonał Hieronim Radziejowski, a po nim Michał Radziejowski, za którego czasów dokonano modernizacji założenia  architektonicznego. W pałacu przebywał także później Jan III Sobieski.
Obecny pałac powstał pomiędzy wieżą i pałacem wczesnobarokowym (obecnie nieistniejącym) i obecną postać otrzymał na przełomie XVIII i XIX wieku po klasycystycznej przebudowie dokonanej staraniem Kazimierza Krasińskiego, oboźnego koronnego, według projektu Jakuba Kubickiego. Wtedy też powstał ganek kolumnowy z tarasem przed wejściem głównym. Rozbudowę zespołu pałacowego kontynuował później Józef Wawrzyniec Krasiński, za którego sprawą wokół pałacu powstał istniejący do dziś park krajobrazowy i odbudowano w stylu neogotyckim zameczek, będący pozostałościami dawnej wieży Radziejowskich. W ciągu następnych dekad Radziejowice odwiedzali ludzie kultury – m.in. Juliusz Kossak, Henryk Sienkiewicz, Lucjan Rydel, Jarosław Iwaszkiewicz, Józef Chełmoński, Stanisław Masłowski (zob. pejzaże Stanisława Masłowskiego powstałe w Radziejowicach: "Staw w Radziejowicach", "Na pastwisku, pejzaż z okolicy Radziejowic").
W czasie II wojny światowej pałac został zajęty przez Niemców na szpital dla żołnierzy, a następnie zdewastowany przez żołnierzy Armii Czerwonej. Po przeprowadzeniu reformy rolnej w 1945 roku dobra Krasińskich przejęło państwo, a w 1950 roku Ministerstwo Kultury i Sztuki, które powierzyło je Muzeum Narodowemu na składnicę muzealną. W 1956 roku pozostałości radziejowickiego majątku stały się własnością Warszawskiego Stowarzyszenia Historyków Sztuki i postanowiono wówczas utworzyć w pałacu Dom Pracy Twórczej. Z tego powodu w  latach 1956–1964 prowadzone były prace remontowe, pod nadzorem architekta Jacka Cydzika. W trakcie restauracji na dachu umieszczono dodatkowe okna, co zaburzyło bryłę pałacu. Dach pokryto blachą, w miejsce położonej na nim wcześniej czerwonej dachówki ceramicznej. Dom Pracy Twórczej funkcjonuje od 1965 roku. Obecnie często bywają tam pisarze, publicyści, aktorzy, filmowcy, muzycy i plastycy. Stałymi bywalcami Radziejowic był m.in. Jerzy Waldorff. W 2002 roku wykonano remont elewacji.
Pałac był wielokrotnie wykorzystywany do organizacji koncertów muzycznych i do wykładów Szkoły Wajdy. W 2016 i 2017 roku był miejscem pobytu uczestniczek programu Projekt Lady.

## Zameczek
W murach tego obiektu znajdują się pozostałości najstarszej siedziby rodu Radziejowskich, która miała formę wieży obronnej. Wieża została rozbudowana w 1512 roku przez Mikołaja Radziejowskiego, gdy został wojewodą płockim. Po umieszczenie głównej siedziby w nowym pałacu, Zameczek popadł w ruinę, do czasu, gdy na początku XIX w. na polecenie Józefa Wawrzyńca Krasińskiego, żonatego z Emilią Ossolińską, architekt Jakub Kubicki odbudował w 1802 roku ruinę w stylu neogotyckim. Na elewacji wmurowano też wtedy fragmenty starszej kamieniarki i herbów poprzednich właścicieli Radziejowic, co uchroniło te elementy przed zniszczeniem i rozproszeniem. W XIX wieku zbudowano też galerię łączącą "Zameczek" z pałacem. Obecnie jest to budowla mieszcząca pałacową kuchnię i dwa historyczne apartamenty wyposażone w dawne meble i obrazy.

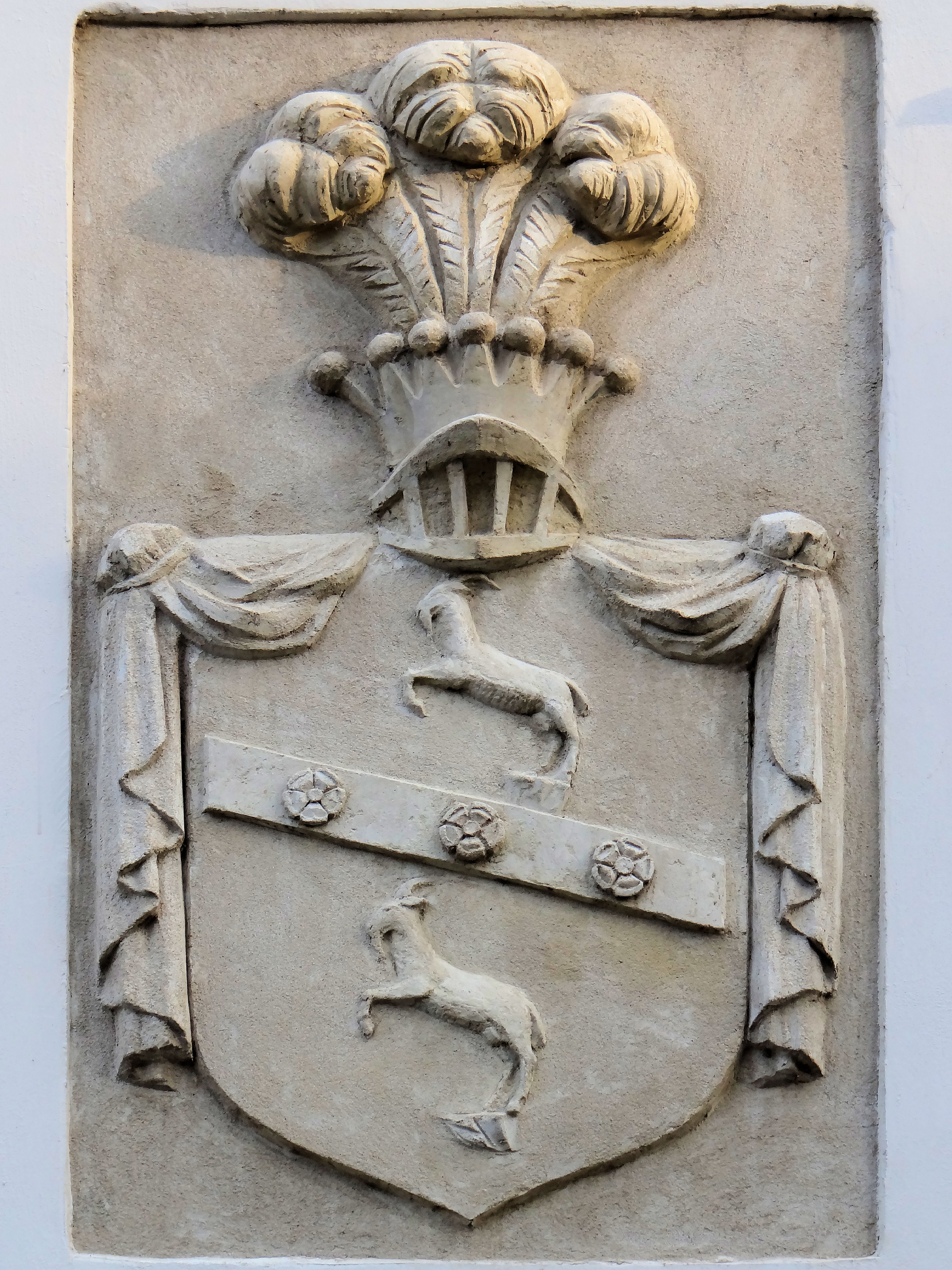
Herb Szembek
Herb  Szembek (odmiana)
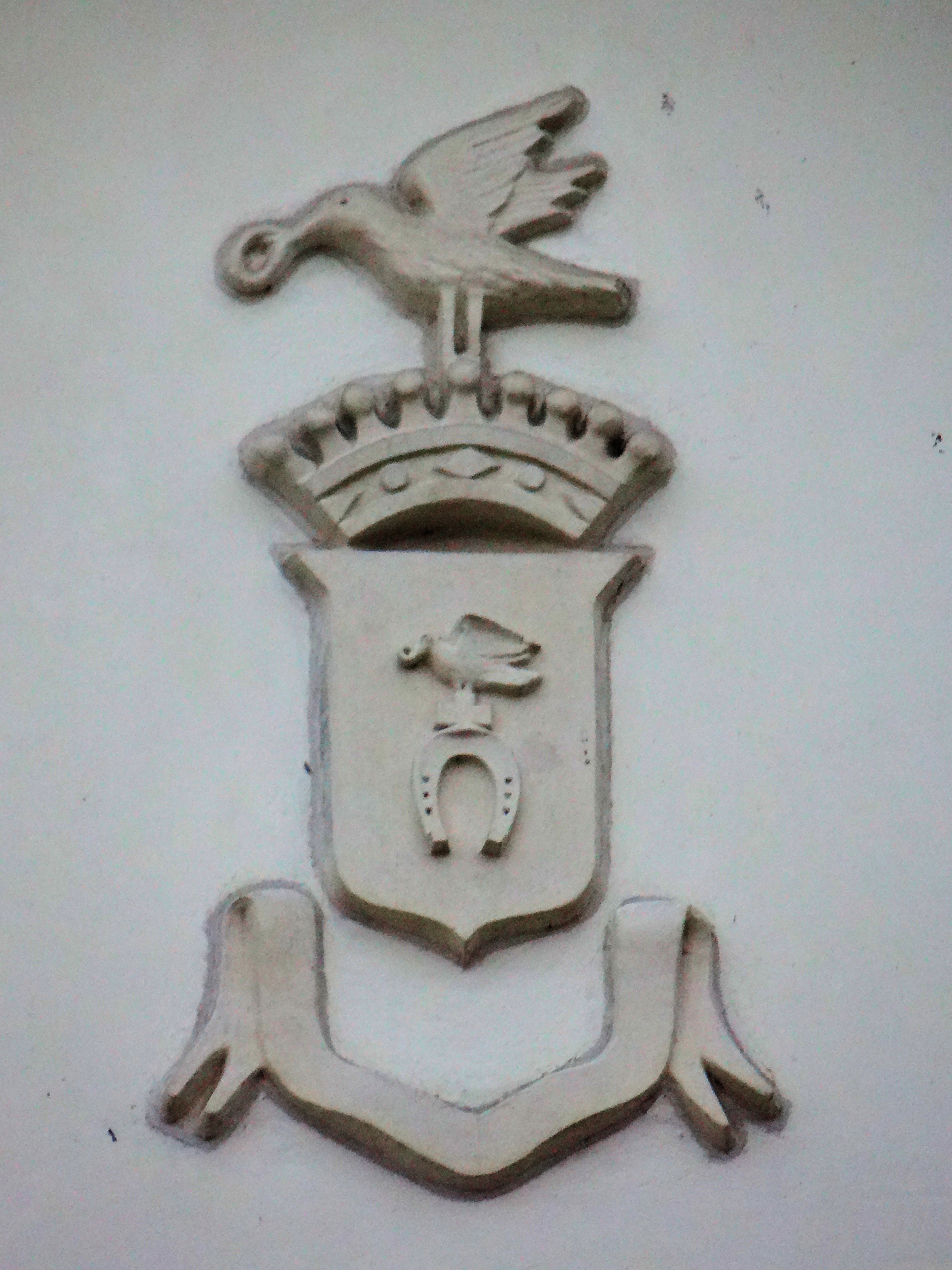
Herb Ślepowron J. Krasińskiego
Herb Ślepowron J. Krasińskiego
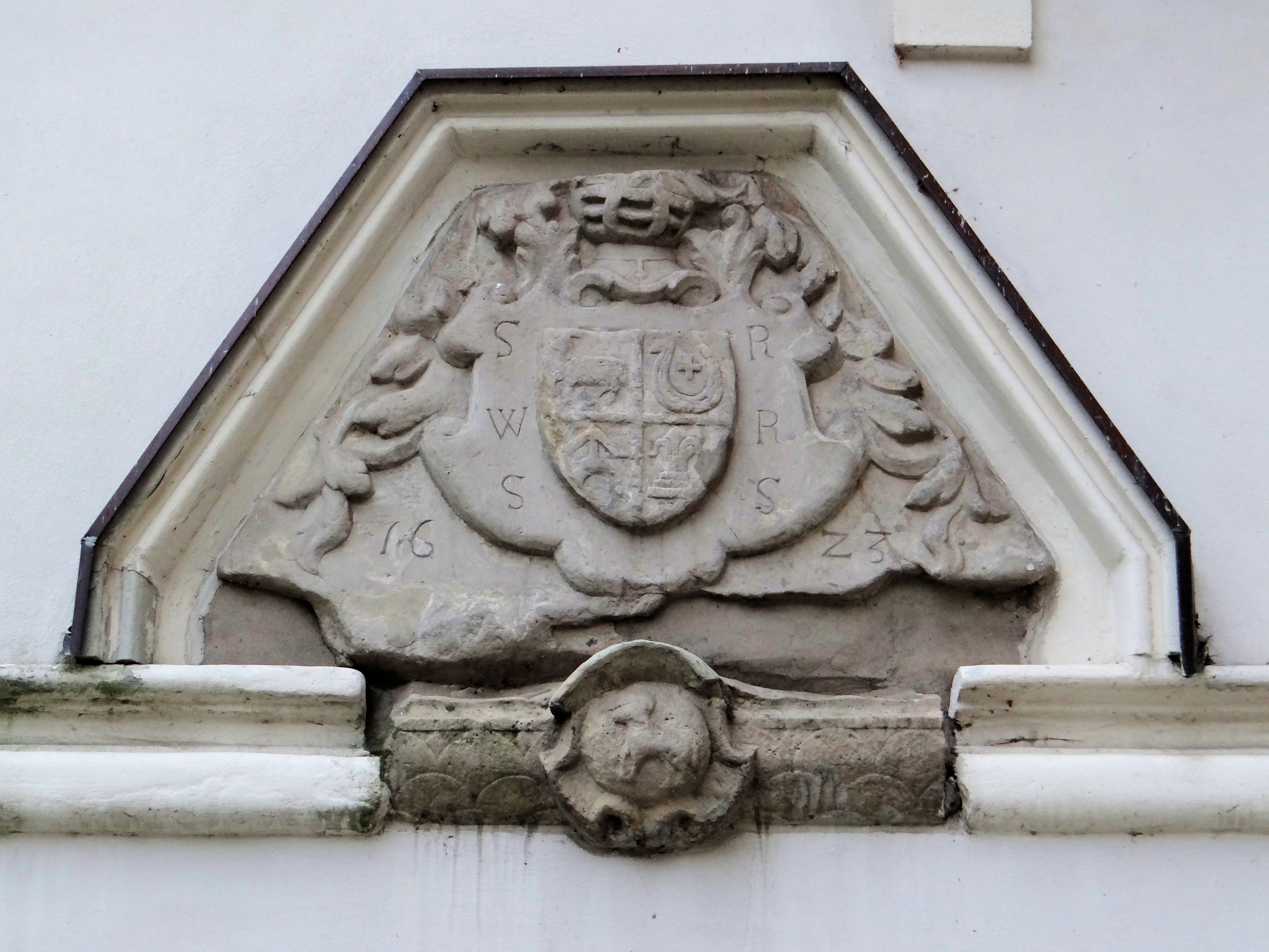
Herb Junosza St. Radziejowskiego
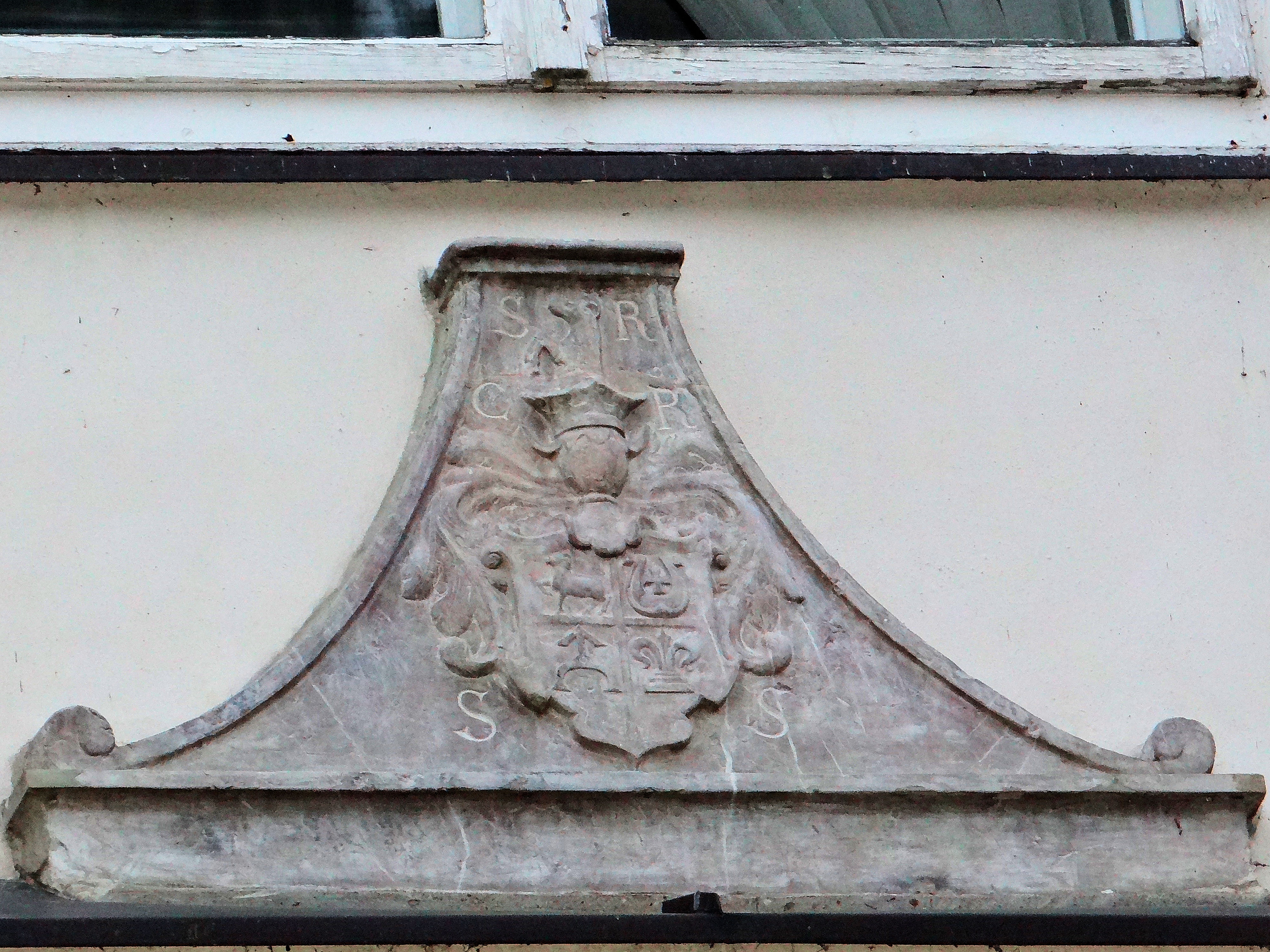
Herb Junosza St. Radziejowskiego
Herb Junosza
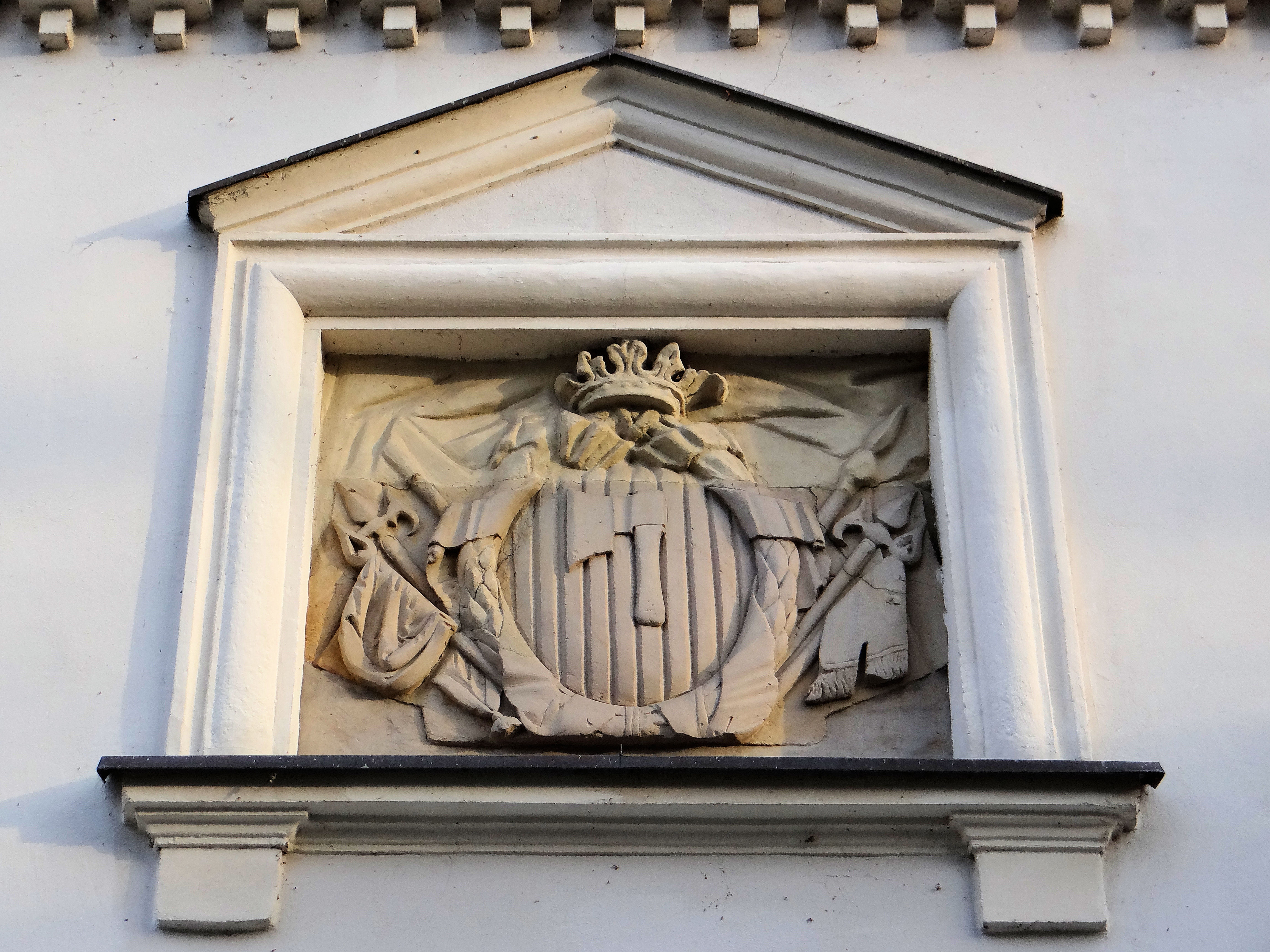
Herb Emilii Ossolińskiej
Herb Emilii Ossolińskiej

## Dwór
W parku znajduje się niewielki dworek – dawna siedziba administratora folwarku – o typowej architekturze szlacheckiej. Po 1970 roku podczas przebudowy obiekt został pozbawiony tynków i zmieniono formę ganku wejściowego, upodabniając go do pierwotnej formy. Mieści się tam współcześnie 12 pokoi hotelowych i mały salonik z fortepianem. Na miejscu samego folwarku znajduje się natomiast XIX-wieczna kuźnia, zaadaptowana na salę konferencyjną.

## Kuźnia
Budynek był dawniej zwany Hamerownią i powstał na początku XIX wieku podczas przebudowy majątku przez rodzinę Krasińskich. Wyremontowany w latach 80. XX wieku. Obecnie służy jako miejsce warsztatów artystycznych, konferencji oraz bankietów.

## Willa Szwajcarska
W latach 60. XX wieku na terenie zespołu pałacowo-parkowego powstała także tzw. "Willa Szwajcarska"; mieści ona zaplecze administracyjne i pokoje gościnne. Podczas budowy gmachu odkryto mury wcześniejszej budowli istniejącej w tym miejscu, jednak nie zostały one wyeksponowane.

## Czworaki
Budynki przeznaczone do 1945 roku dla służby pałacowej. Obecnie mieszczą dwupoziomowe apartamenty.

## Park
Obecny park o powierzchni 26 ha zaczęto kształtować w 1817 roku w formie krajobrazowego parku angielskiego, według projektu francuskiego pułkownika Aleksandra d’Alphonce’a de Saint Omer. Na terenie parku znajdują się wpisane na listę pomników przyrody aleja lipowa i aleja jesionowa oraz okaz miłorzębu dwuklapowego. W 2 połowie XX wieku rozpoczęto prezentować w nim rzeźby.  W parku znajduje się Wielki Staw i Mały Staw zasilane wodami rzeczki Pisia-Gągolina.

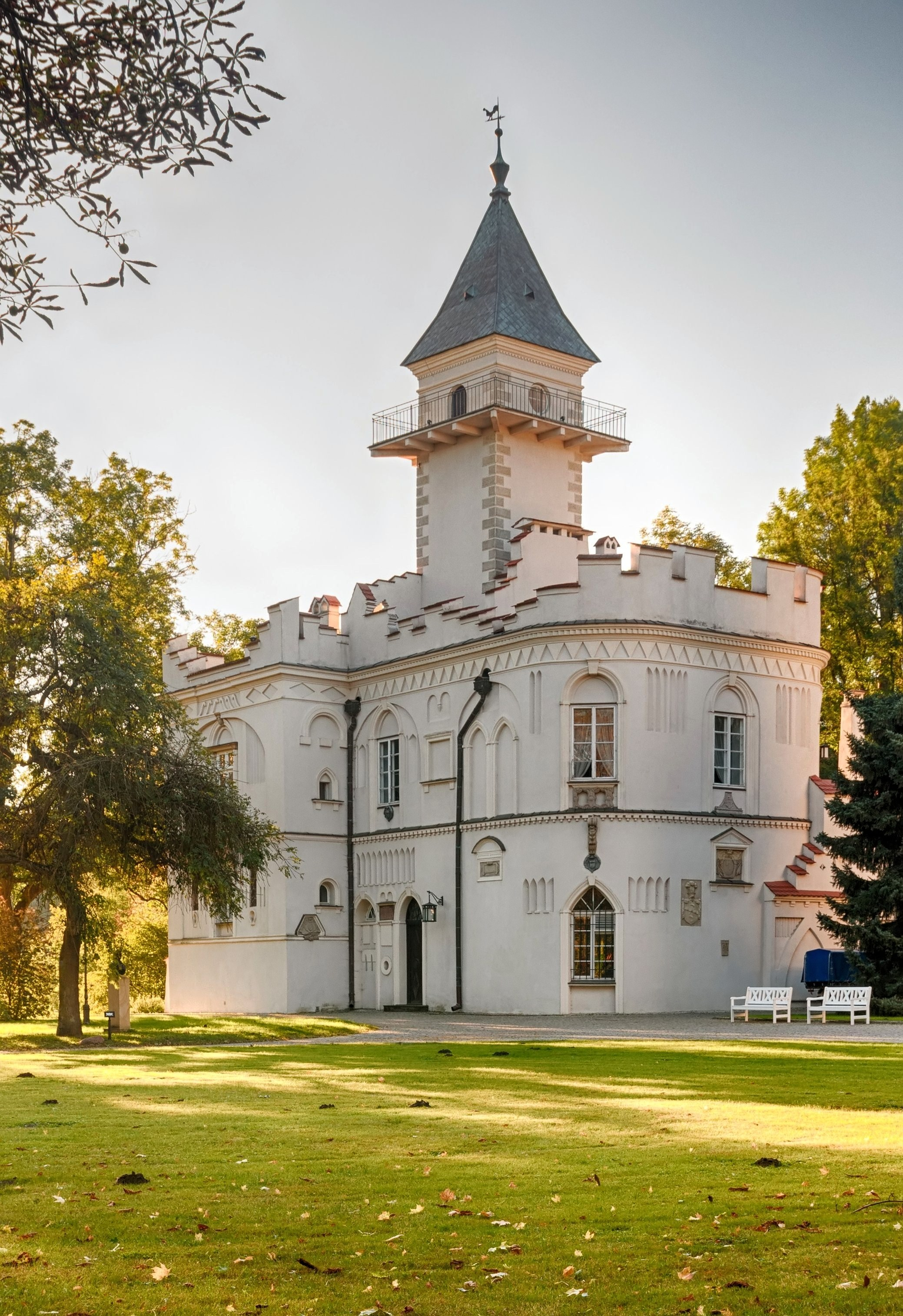
Neogotycki "zameczek"
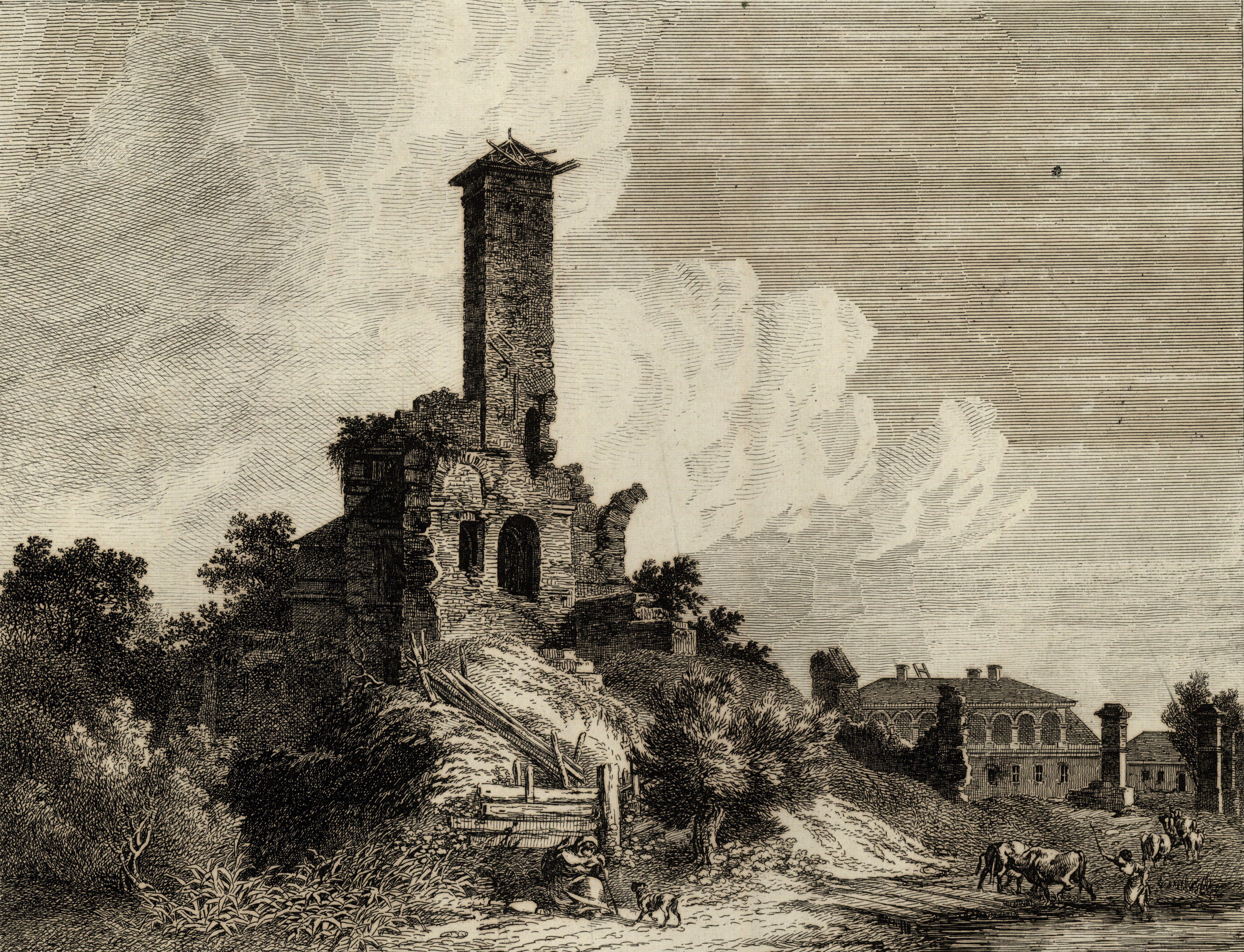
Ruiny wieży, akwaforta J.Z. Freya (1806)
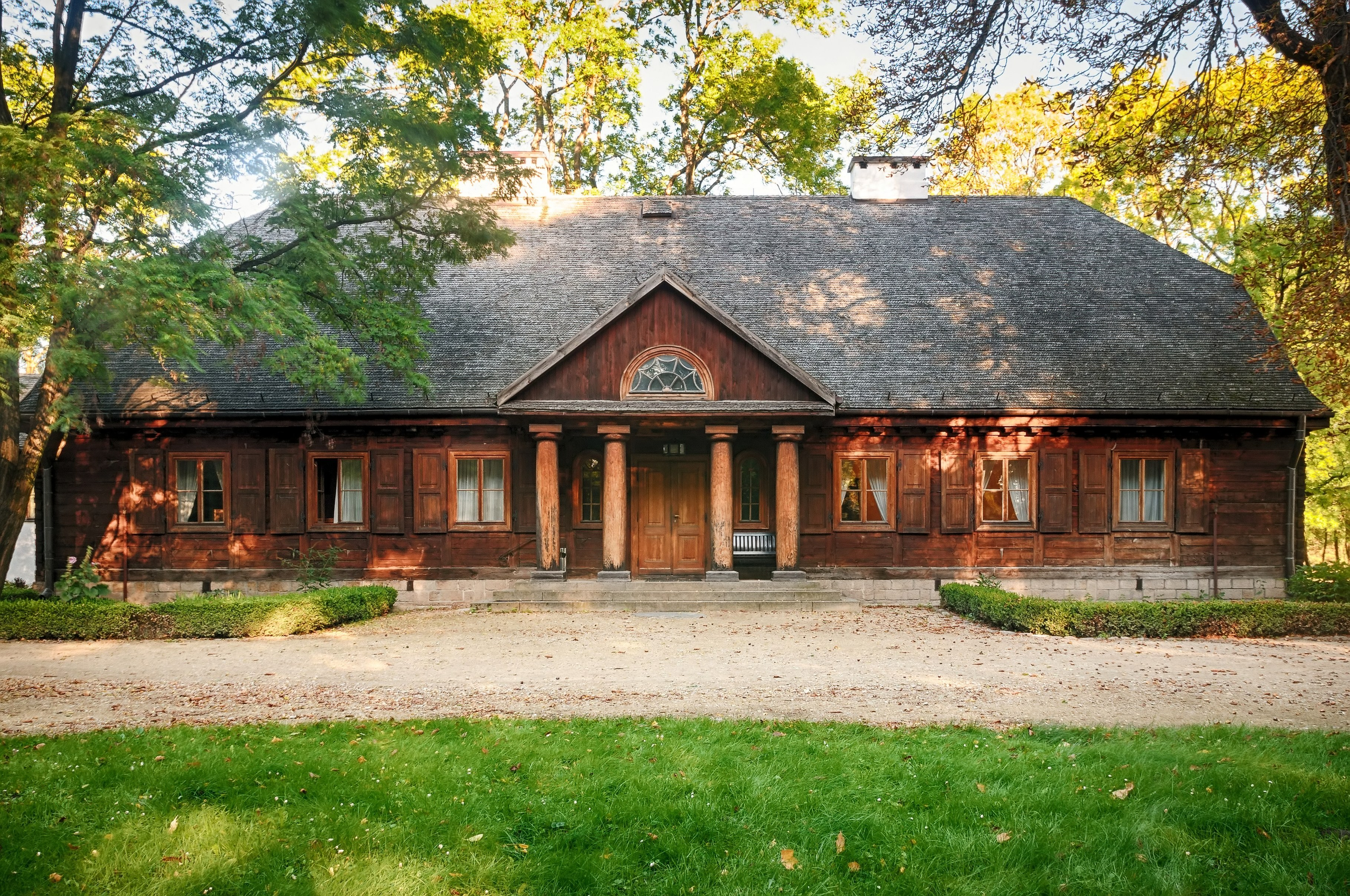
Dworek w Radziejowicach
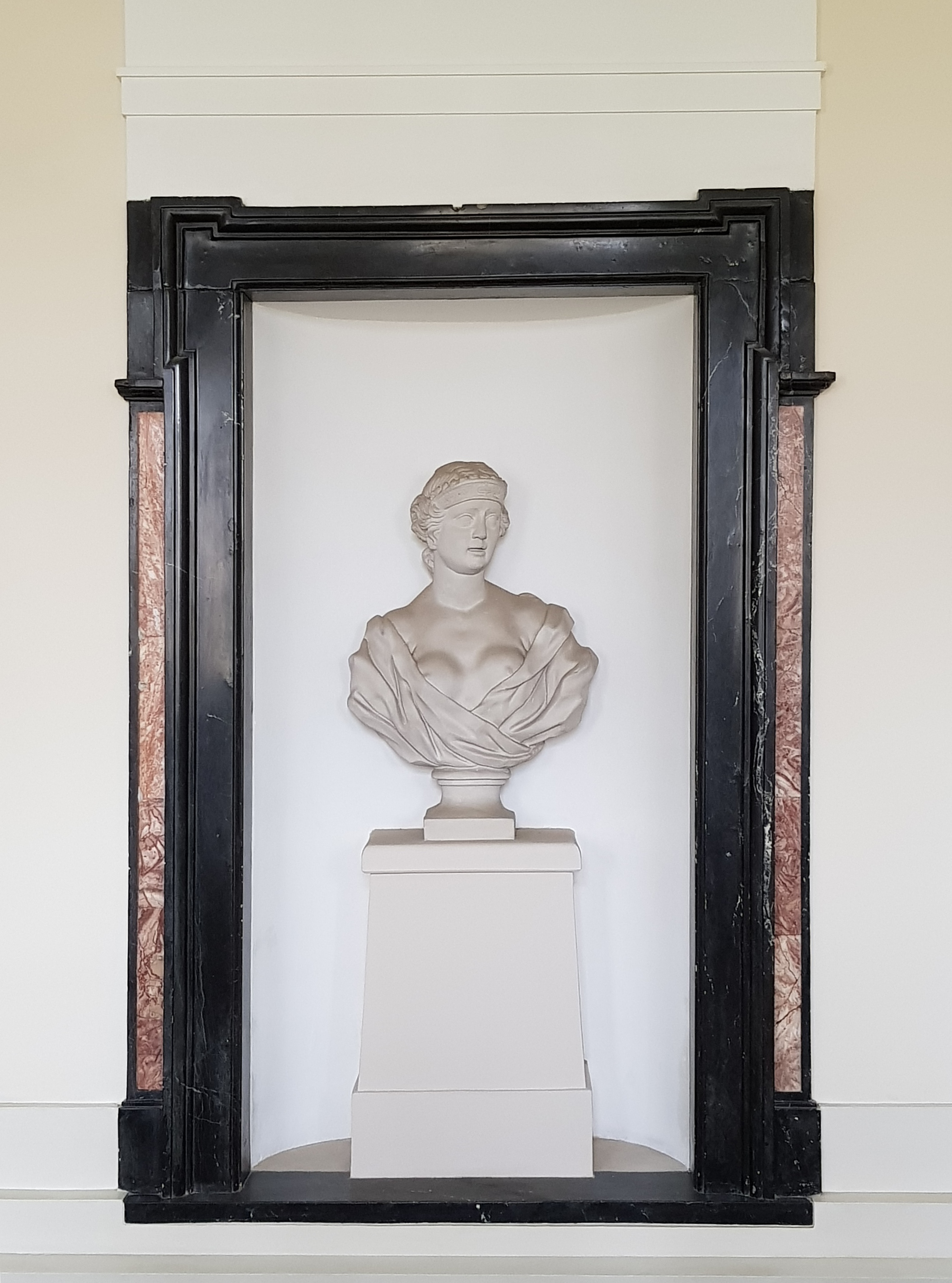
Portal w pałacu ze starszego obiektu
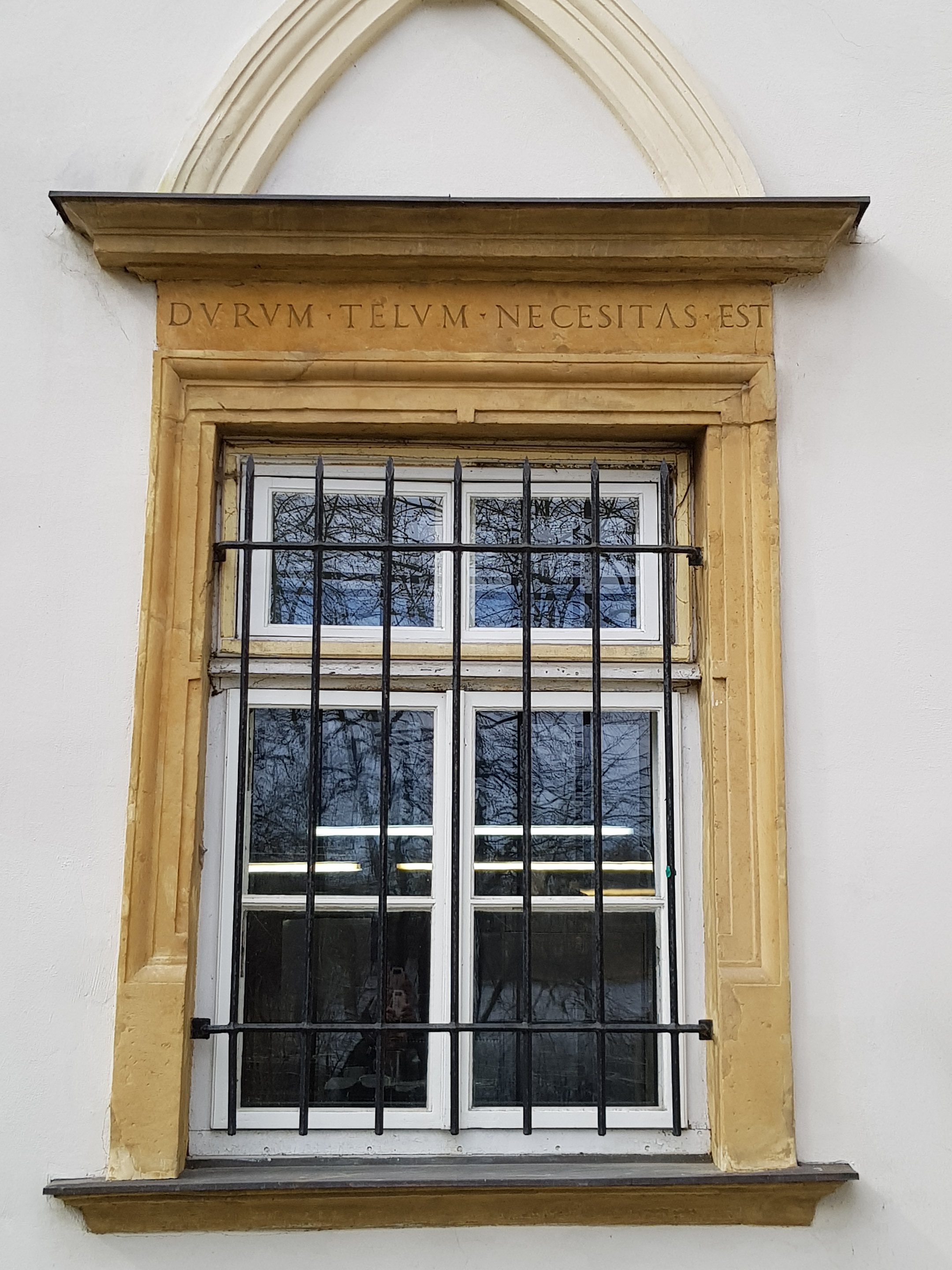
Obramienie okienne

## Film
W pałacu oraz parku kręcono sceny do następujących filmów i seriali:
- Pan Tadeusz w reżyserii Ryszarda Ordyńskiego (1928),
- Lalka w reżyserii Wojciecha Hasa (1968),
- Kariera Nikodema Dyzmy w reżyserii Jana Rybkowskiego i Marka Nowickiego (1980; bal tajemniczej loży),
- Znachor w reżyserii Jerzego Hoffmana (1981; rezydencja Czyńskich),
- Kto nigdy nie żył… w reżyserii Andrzeja Seweryna (2006),
- Wichry Kołymy w reżyserii Marleen Gorris (2009)[7].